# Marathon van Xiamen 2006
De marathon van Xiamen 2006 vond plaats op zaterdag 25 maart 2006. Het was de vierde editie van dit evenement, dat tevens dienstdeed als Chinees kampioenschap op de marathon.

## Uitslagen

### Mannen
| rang   | naam             | land | tijd    |
| ------ | ---------------- | ---- | ------- |
| Goud   | Stephen Kamar    | KEN  | 2:10.46 |
| Zilver | Jonathan Kosgei  | KEN  | 2:10.49 |
| Brons  | Haiyang Deng     | CHN  | 2:10.50 |
| 4      | Yusuf Songoka    | KEN  | 2:11.14 |
| 5      | Henry Kapkiai    | KEN  | 2:11.33 |
| 6      | Titus Munji      | KEN  | 2:12.18 |
| 7      | Li Zhuhong       | CHN  | 2:14.41 |
| 8      | Wei Su           | CHN  | 2:14.48 |
| 9      | Yun-Shan Zheng   | CHN  | 2:15.03 |
| 10     | Raymond Kipkoech | KEN  | 2:15.08 |

### Vrouwen
| rang   | naam             | land | tijd    |
| ------ | ---------------- | ---- | ------- |
| Goud   | Sun Weiwei       | CHN  | 2:26.32 |
| Zilver | Zhu Xiaolin      | CHN  | 2:28.27 |
| Brons  | Man Jin          | CHN  | 2:29.51 |
| 4      | Yuan-Yuan Jiang  | CHN  | 2:30.13 |
| 5      | Zhang Shujing    | CHN  | 2:30.35 |
| 6      | Wei Yanan        | CHN  | 2:31.43 |
| 7      | Si Xu            | CHN  | 2:35.35 |
| 8      | Li-Nan Wang      | CHN  | 2:35.45 |
| 9      | Shawatu Nuerguli | CHN  | 2:36.04 |
| 10     | Shui-Xian Mu     | CHN  | 2:37.56 |

2003 ·
2004 ·
2005 ·
2006 ·
2007 ·
2008 ·
2009 ·
2010 ·
2011 · 
2012 ·
2013 · 
2014 ·
2015 ·
2016 ·
2017